# Conceição do Araguaia (kommun)
Conceição do Araguaia är en kommun i Brasilien.   Den ligger i delstaten Pará, i den centrala delen av landet, 900 km norr om huvudstaden Brasília. Antalet invånare är 45 530.
Följande samhällen finns i Conceição do Araguaia:
- Conceição do Araguaia

Omgivningarna runt Conceição do Araguaia är huvudsakligen savann. Runt Conceição do Araguaia är det mycket glesbefolkat, med 7 invånare per kvadratkilometer.